# Manuel Pereira (szermierz)
Manuel Pereira Senabre (ur. 18 czerwca 1961 w Madrycie) – hiszpański szpadzista, złoty medalista mistrzostw świata.
Podczas mistrzostw świata w Denver w 1989 roku zdobył złoty medal w turnieju indywidualnym, wyprzedzając na podium Włocha Sandro Cuomo i Pawła Kołobkowa z ZSRR. Był to jego jedyny medal w zawodach tego cyklu i zarazem pierwszy w historii złoty medal dla Hiszpanii w tej konkurencji. Był też między innymi piąty w zawodach drużynowych na mistrzostwach świata w Budapeszcie w 1991 roku.
Wystartował na igrzyskach olimpijskich w Seulu (1988), gdzie w turnieju indywidualnym i drużynowym odpadł w pierwszej rundzie. Na rozgrywanych cztery lata później igrzyskach olimpijskich w Barcelonie indywidualnie zajął 48. miejsce, a drużynowo był szósty.